# Netz-Preußenfisch
Der Netz-Preußenfisch (Dascyllus reticulatus) ist eine Art aus der Familie der Riffbarsche (Pomacentridae). Die Fische leben in den Korallenriffen des tropischen westlichen Pazifiks und des östlichen Indischen Ozeans in Tiefen von einem bis 50 Metern.

## Verbreitung
Das Verbreitungsgebiet reicht von den Kokosinseln über die Küste Westaustraliens, Indonesien, den Golf von Thailand, das Südchinesische Meer, die Küsten der Philippinen, Taiwans, der Ryūkyū-Inseln, Südjapans und Polynesiens, mit Ausnahme von Hawaii, den  Gesellschaftsinseln und den weiter östlich liegenden Inseln. Im größten Teil des Indischen Ozean wird er durch den nah verwandten Weißschwanz-Preußenfisch (Dascyllus carneus) ersetzt.

## Merkmale
Netz-Preußenfische werden 6,5 Zentimeter lang. Sie sind hochrückig und von heller, meist bräunlicher Grundfarbe. Die Schuppenränder sind dunkler. Kopf und die Flossen sind meist dunkel. Hinter dem Kopf zeigt sich ein dunkles Querband. Entlang des Seitenlinienorgans haben sie 20 Schuppen. Die Anzahl der Kiemenreusenfortsätze beträgt 24 bis 29.
Flossenformel: Dorsale XII/14–16, Anale II/12–14, Pectorale 19–21

## Lebensweise
Die Fische leben in Korallen und Felsriffen in und über Stöcken von buschigen Steinkorallenarten, vor allem von Pocillopora eydouxi. Sie ernähren sich vor allem von Zooplankton. 